# 干城章嘉峰保護區
干城章嘉峰保護區（Kanchenjunga Conservation Area）是位于尼泊尔东部喜马拉雅山脉的保护区，成立于1997年，面积是2035平方公里（786平方英里，包括Taplejung地区）。北部紧邻西藏珠穆朗玛峰国家级自然保护区，东部是干城章嘉峰。该保护区包括耕地、森林、草原、河流、湖泊冰川和两座高峰。